# Magdelín Martínez
Magdelín Martínez, född den 10 februari 1976 i Camagüey, Kuba, är en italiensk friidrottare som tävlar i tresteg. 
Martínez började sin karriär med att tävla för Kuba och blev bronsmedaljör vid Panamerikanska spelen 1999 i tresteg. Efter att ha gift sig med en italienare blev hon italiensk medborgare och från och med 2001 tävlar hon för Italien.
Hennes första mästerskap som italienska var VM 2001 då hon blev fyra i tresteg med ett hopp på 14,52. Hon deltog även vid EM 2002 där hon slutade sexa. Vid VM 2003 slutade hon som bronsmedaljör efter att ha hoppat 14,90. 
Vid Olympiska sommarspelen 2004 tog hon sig vidare till finalen och slutade där på en sjunde plats efter att ha klarat 14,85. Vid EM inomhus 2005 blev hon silvermedaljör med ett hopp på 14,54 efter ryskan Viktorija Gurova. 
Martínez var även i final vid VM 2005 där hon slutade på en åttonde plats. Vid VM 2007 slutade hon sexa efter att ha klarat 14,71. Däremot blev Olympiska sommarspelen 2008 en besvikelse för henne och hon blev utslagen redan i kvalet.

## Personliga rekord
- Tresteg - 15,03 meter